# Cascade du Gué du Saut
La cascade du Gué du Saut est une chute d'eau du massif des Vosges située sur la commune de Xertigny.